# Aeroportul Biloela
Aeroportul Biloela (IATA: ZBL, ICAO: YBLE) este un aeroport din Queensland, Australia ce deservește zona Biloela. Aeroportul a fost tranzitat în 2018 de 7.464 de pasageri. A fost numit după zona deservită.
aeroportul dispune de o singură pistă.